# Mawugbe Atsu
Mawugbe Atsu (ur. 30 sierpnia 1986 we Fiokpo) – piłkarz togijski grający na pozycji bramkarza.

## Kariera klubowa
Swoją karierę piłkarską Atsu rozpoczął w klubie Maranatha FC. W 2006 roku zadebiutował w jego barwach w togijskiej Première Division. W debiutanckim sezonie wywalczył mistrzostwo Togo. W 2009 roku ponownie sięgnął po tytuł mistrzowski. Grał w nim do 2015 roku.

## Kariera reprezentacyjna
W reprezentacji Togo Atsu zadebiutował w 2011 roku. W 2013 roku został powołany do kadry Togo na Puchar Narodów Afryki 2013. Od 2011 do 2012 rozegrał w kadrze narodowej 6 meczów.